# Scapins Streiche

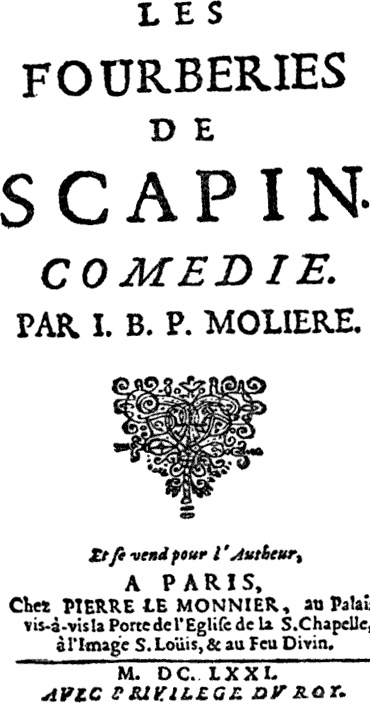
Frontispiz der Erstausgabe von 1671

Scapins Streiche (französisch Les Fourberies de Scapin) ist eine Komödie in drei Akten des französischen Dichters Molière. Die Uraufführung erfolgte am 24. Mai 1671 im Palais Royal in Paris. Das Stück beruht teilweise auf Phormio des lateinischen Komödiendichters Terenz und schöpft zudem zahlreiche Anregungen aus der italienischen Commedia dell’arte. Der Protagonist Scapin (italienisch Scappino) ist eine komische Dienerfigur, eine Variante des Brighella bzw. des Mezzetino.

## Handlung
Das Stück spielt in Neapel.
Scapin, ein gerissener Diener, legt mit Hilfe seines Kollegen Géronte und Argante herein. Die zwei geldgierigen alten Kaufleute haben während ihrer Geschäftsreisen ihre ledigen Söhne der Obhut ihrer Diener übergeben. Die Söhne knüpfen während der Abwesenheit ihrer Väter Liebesbande. Octave, Sohn des Argante, heiratet Hyacinte, ein armes Mädchen unbekannter Herkunft. Léandre, Sohn des Géronte, verliebt sich in Zerbinette, die unter fahrendem Volk aufgewachsen ist. Scapin will dafür sorgen, dass Argante der Ehe zustimmt und dass Géronte die Summe bereitstellt, die zum Loskauf Zerbinettes von den Zigeunern, die sie als Kind entführten, benötigt wird.
Mit Hilfe erfundener Geschichten erpresst Scapin die zwei Alten um das benötigte Geld. Er will sich zudem an Géronte rächen, der ihn bei Léandre verraten hat. So lässt er ihn glauben, dass Spadassins (Auftragsmörder) auf seiner Spur sind, um die vereitelte Ehe zu erzwingen. Scapin versteckt sein Opfer in einem Sack und verprügelt es nach Kräften, doch seine Täuschungsabsicht kommt ans Licht. Géronte will sich schon an ihm rächen, als in einer unerwarteten Fügung Hyacinte und Zerbinette als Töchter von Géronte und Argante wiedererkannt werden.
In der Schlussszene gibt Scapin vor, als Opfer eines Unfalls dem Tode nahe zu sein, und lässt sich von den zwei Alten begnadigen.

## Wirkungsgeschichte
Bei seiner Uraufführung erzielte das Stück nur einen mäßigen Erfolg und wurde verschiedentlich kritisiert. Der Kleriker Fénelon bemängelte die übertriebene Darstellung der Charaktere. Nicolas Boileau, Vertreter des Klassizismus, warf in seinem Lehrgedicht Art poétique dem Autor vor, Tabarin, eine Figur aus dem Pariser Jahrmarktstheater, an die Seite des römischen Klassikers Terenz gestellt zu haben, und gab vor, in der Szene, in der Scapin sein Opfer Géronte in einen Sack steckt, den Autor des Menschenfeindes nicht wiederzuerkennen.
Nach Molières Tod wurde die Komödie von seiner Schauspielertruppe jedoch wieder aufgenommen und bis zum Tode von König Ludwig XIV. etwa 200-mal aufgeführt. Scapins Streiche gehört seither zu den meistgespielten Stücken des französischen Theaters.
Alain Badiou bezeichnete eine Aufführung des Stückes der Compagnie de théâtre Grenier de Toulouse als die entscheidende Theateraufführung, die ihm im Alter von 14 Jahren wahrlich ergriffen habe und seine Liebe zum Theater entdecken ließ.